# 쓰역
쓰역(일본어: 津駅, つえき 쓰에키[*])은 일본 미에현 쓰시 하도코로초에 있는 도카이 여객철도, 이세 철도와 긴키 닛폰 철도의 철도역이다. 쓰는 세계에서 가장 짧은 역명으로, 가나로는 つ 한 글자로 나타내어지나, 로마자 표기 상으로는 Tsu로 산인 본선 이 역의 Ii 등과 비교하면 더 길다. 기네스 세계 기록에는 당 역이 소재한 쓰시와 마찬가지로 '세계에서 이름이 가장 짧은 역'으로(Z) 등재되었다.

## 개요
미에현의 현청 소재지인 쓰시의 중심역이다. 도카이 여객철도의 기세이 본선과 긴키 닛폰 철도의 나고야 선, 이세 철도의 이세 선 등 3개 회사 3개선이 접속하는 역으로, 이세 선은 이 역을 종점으로 하고 있다. 기세이 본선과 이세 선의 열차는 모두 정차하는 역이며, 긴키 닛폰 철도의 경우 나고야와 오사카를 잇는 메이한 논스톱 특급 이외의 모든 열차가 정차한다.

## 역 구조
2면 4선의 섬식 승강장과 1면 1선의 단선식 승강장, 그리고 그 북동부에 두단식 승강장 1선이 더 있어 합계 3면 6선을 이루고 있다. 지상역으로, 역사는 동부와 서부 양쪽에 있으며 과선교로 연결되어 있다. 동부 역사는 JR이 관리하며, 1, 2번 승강장에 지상 개찰구와, 역 건물 2층에 빌딩 개찰구가 있다. 서부 역사는 긴키 닛폰 철도가 관리하며, 교상부에 개찰구가 있다.
긴키 닛폰 철도의 승강장은 8량의 유효장을 가지고 있다. 승강장은 확장이 한 차례 이루어졌으며, 도카이 여객철도로 민영화 되기 전 일본국유철도였던 시기의 화물 측선이 폐지되면서 남은 부지를 긴키 닛폰 철도에 양도한 부지를 사용하였다. 긴키 닛폰 철도의 노선은 JR 노선을 고가로 입체 교차하기 위해서 경사를 두고 있기 때문에 별다른 시설을 설치할 수 없었으며, 열차 운전에 관련된 시설은 인접한 역인 쓰신마치 역이나 에도바시 역으로 분산되어 있다.

### 승강장
| 1 | ■ 이세 철도 이세 선        | 보통       | 욧카이치 방면                                                  |
| 2 | ■ JR 기세이 본선           | 하행       | 마쓰사카 · 이세 시 방면                                        |
| 3 | ■ JR 기세이 본선           | 상행       | 가메야마 방면                                                  |
| 3 | ■ 이세 철도 이세 선        | 쾌속, 특급 | 욧카이치 · 나고야 방면                                         |
| 4 | ■ JR 기세이 본선           | 대피 열차  | 가메야마 방면 (상행) 마쓰사카 · 이세 시 방면                   |
| 5 | E 긴키 닛폰 철도 나고야 선 | 하행       | 이세나카가와 · 오사카 난바 · 산노미야 · 도바 · 가시코지마 방면 |
| 6 | E 긴키 닛폰 철도 나고야 선 | 상행       | 긴테쓰 욧카이치 · 구와나 · 긴테쓰 나고야                       |

## 역 주변
쓰 시의 번화가나 인구 밀집 지구인 마루노우치와 다이몬으로부터 북쪽으로 떨어진 위치에 있으며, 서부의 구릉지에 고급 주택가와 미에현립 미술관, 미에현립 박물관 등이 들어서 있다.
- 미에현청 본청사, 쓰 청사
- 미에현립 미술관
- 미에현 경찰 본부
- 쓰 세무서
- 쓰 역전 우체국

## 인접한 역
| 도카이 여객철도 기세이 본선     | 도카이 여객철도 기세이 본선 | 도카이 여객철도 기세이 본선    |
| ------------------------------- | --------------------------- | ------------------------------ |
| 시·종착역                       | ■ 쾌속 '미에'               | 마쓰사카 신구 방면             |
| 이신덴 가메야마 방면            | ■ 보통                      | 아코기 신구 방면               |
| E 긴키 닛폰 철도 나고야 선      |                             |                                |
| E38 에도바시 긴테쓰나고야 방면  | ■ 급행 · ■ 보통             | 쓰신마치 E40 이세나카가와 방면 |
| 이세 철도 이세 선               |                             |                                |
| (4) 스즈카 가와라다 방면        | ■ 쾌속 '미에'               | 시·종착역                      |
| (11) 히가시이신덴 가와라다 방면 | ■ 보통                      | 시·종착역                      |